# موزه عروسک و فرهنگ ایران
موزه عروسک و فرهنگ ایران، موزه‌ای خصوصی با مجوز رسمی سازمان میراث فرهنگی و گردشگری ایران در مرداد ماه سال ۱۳۹۶ در تهران خیابان فیات در خانه ای با قدمت ۸۰ سال تأسیس شده‌است.   این موزه یکی از بخش‌های موزه عروسک‌های ملل است. موزه عروسک‌های ملل برای ۲ سال پی در پی از سوی شورای بین‌المللی موزه‌ها، عنوان موزه برتر گروه خصوصی را در شاخص‌های آموزش، پژوهش، بازدید و کودک و نوجوان دریافت کرد. متولیان این موزه بر معرفی فرهنگ اقوام ایران تأکید دارند. 
تاریخچه و تأسیس:
موزه عروسک‌های تهران در سال ۱۳۹۳ با دریافت مجوز از سازمان میراث فرهنگی به‌عنوان اولین موزه عروسک ایران تأسیس شد. مؤسسان آن مسعود ناصری دریایی، علی گلشن و فریده ناصری بودند. این موزه در ابتدا با ۷۰۰ عروسک فعالیت خود را آغاز کرد و هدف آن معرفی فرهنگ‌ها و سنت‌های مختلف ملت‌های جهان از طریق عروسک‌ها و نمایش نمادهای فرهنگی بود.

## اهداف موزه
طبق اساسنامه این موزه مکانی است برای آشنایی بازدیدکنندگان با عروسک‌های مناطق مختلف ایران و شناخت بیشتر کودکان، نوجوانان و خانواده‌ها با آیین‌ها، مراسم، هنر، پوشاک، موسیقی، صنایع دستی و میراث طبیعی ایران.این موزه پایگاهی برای ترویج قصه‌ها، افسانه‌ها و روایت‌های مردم ایران است. 
موزه عروسک و فرهنگ ایران، دارای مجموعه‌ای از عروسک‌های قومی و مردم ساخت ایران، عروسک- مجسمه‌هایی از زنان با پوشاک سنتی نواحی گوناگون، مجموعه عروسک‌های فرهنگی با پوشاک زنانه و مردانه از دوره عیلامی تا قاجار و مجموعه عروسک‌هایی از پدید آورندگان ادبیات کودک ونوجوان ایران است.
فعالیت های جانبی موزه:
- برگزاری کارگاه‌های ساخت عروسک، قصه‌گویی و نمایش‌های تعاملی برای کودکان.
- برگزاری نمایشگاه‌های موقت با موضوعات فرهنگی و هنری.
- همکاری با مدارس و مؤسسات آموزشی برای برنامه‌های فرهنگی.

## اهدا عروسک
موزه عروسک و فرهنگ ایران از دریافت عروسک‌های هدیه از اقوام استقبال می‌کند. در همین راستا تعدادی از فعالان حوزه میراث فرهنگی طبق تفاهم نامه ای و در قالب برپایی یک برنامهٔ فرهنگی، عروسک‌های مردم عرب ایران را به این موزه اهدا کردند.  افراد برجسته همچون نرگس روان پور،استاد ادبیات فارسی،نیز به توسعه این مجموعه کمک کردند و عروسک های ارزشمندی به موزه اهدا کردند.

## پیشینه موزه
پیش از این در سال ۹۳ دو کلکسیونر خصوصی، موزه عروسک‌های ملل در منطقه پاسداران تهران و در فضایی اجاره‌ای با کمتر از هزار عروسک افتتاح شده بود اما به علت اتمام مهلت اجاره، تعطیل شد.  موزه عروسک‌های تهران، در سال ۱۳۹۳ پس از دریافت مجوز از سازمان میراث‌فرهنگی، به‌عنوان اولین موزه عروسک ایران تأسیس شد. 
بخش های موزه : 
- طبقه اول: عروسک‌های ملل – شامل بیش از ۲۵۰۰ عروسک از ۸۴ کشور جهان، نمایانگر فرهنگ‌ها و سنت‌های مختلف.
- طبقه دوم: عروسک‌های ایرانی – نمایش عروسک‌هایی از اقوام مختلف ایران با لباس‌های سنتی و روایت‌های محلی.
- زیرزمین: اسباب‌بازی‌های سنتی و فروشگاه موزه.